# Свояшки
Своя́шки (бел. Сваяшкі) — деревня в Барановичском районе Брестской области Белоруссии. Входит в состав Леснянского сельсовета. Расположена в 30 км по автодорогам к юго-западу от центра Барановичей, на расстоянии 5 км по автодорогам к востоку от центра сельсовета, агрогородка Лесная. Ближайшие населённые пункты — деревни Гута и Груды.

## География
К югу от деревни находится исток реки Молотовка, правого притока реки Мышанка.

## История
В 1909 году — хутор Новомышской волости Новогрудского уезда Минской губернии, 6 дворов. На карте 1910 года указана под названием урочище Свояжки.
После Рижского мирного договора 1921 года — в составе Новомышской гмины Барановичского повета Новогрудского воеводства Польши, 12 домов.
С 1939 года — в БССР, с конца июня 1941 года до июля 1944 года оккупирована немецко-фашистскими войсками.
В 1940–57 годах — в Новомышском районе Барановичской, с 1954 года Брестской области. Затем район переименован в Барановичский.

## Население
| Численность населения (по переписи) | Численность населения (по переписи) | Численность населения (по переписи) | Численность населения (по переписи) | Численность населения (по переписи) | Численность населения (по переписи) | Численность населения (по переписи) |
| 1909                                | 1921                                | 1939                                | 1959                                | 1999                                | 2009                                | 2019                                |
| ----------------------------------- | ----------------------------------- | ----------------------------------- | ----------------------------------- | ----------------------------------- | ----------------------------------- | ----------------------------------- |
| 22                                  | ↗64                                 | ↗85                                 | ↘84                                 | ↘4                                  | →4                                  | ↘3                                  |